# 柳沢優一
柳沢 優一（やなぎさわ ゆういち、1948年5月18日 - ）は、日本の俳優。文学座に所属していた。

## 出演作品

### 映画
- ゴジラ対メカゴジラ（1974年、東宝映像）- 黒沼の部下（ブラックホール第3惑星人）

### テレビドラマ
- 流星人間ゾーン（1973年、日本テレビ、東宝）
  - 第5話「キングギドラをむかえ撃て!」
  - 第6話「キングギドラの逆襲」 - 研究員 ※第6話のクレジットのみ
  - 第22話「逆襲! スーパージキロを倒せ」 - ガロガバラン星人 ※ノンクレジット
- 太陽にほえろ! 第47話「俺の拳銃を返せ!」（1973年、日本テレビ / 東宝）- クリーニング屋
- ウルトラマンレオ 第1話 〜 第16話（1974年、TBS / 円谷プロダクション）- 青島一郎 隊員 ※第12話はクレジットのみで未出演。